# ヘンリー・ロウサー
ヘンリー・ロウサー（Henry Lowther、1941年7月11日 - ）は、イングランドのジャズ・トランペット奏者であり、ヴァイオリンも演奏する。

## 略歴
ロウサーはイングランドのレスターで生まれ、最初の音楽体験となったは救世軍楽隊のコルネットであった。彼は王立音楽アカデミーでヴァイオリンを短期間学び、1960年までにトランペットへと転向したが、プロとしてヴァイオリンを演奏することもあった。1960年代、マイク・ウェストブルック（1963年から1980年代まで）、マンフレッド・マン、ジョン・ダンクワース（1967年から1977年）、グラハム・コリアー（1967年）、ジョン・メイオール（1968年）、ジョン・ウォーレン（1968年以降）、ニール・アードレイ（1968年）、ボブ・ダウンズ（1969年）と仕事をした。これらのつながりの多くは1970年代まで継続した。
ロウサーはキーフ・ハートリー・バンドにしばらく参加し、1969年8月にニューヨークで開催されたウッドストック・フェスティバルで一緒に演奏した。1970年代になると、マイク・ギブス（1970年から1976年）、ケニー・ホイーラー（1972年から）、アラン・コーエン（1972年）、マイケル・ガーリック（1972年–1973年）、クルト・エーデルハーゲン（1974年）、ジョン・テイラー（1974年）、スタン・トレイシー（1976年以降）、トニー・コー（1976年）、グラハム・コリアー（1976年–1978年）、バーバラ・トンプソンとのジュビアバ（1978年）、ゴードン・ベック（1978年）に加えて、自身のアンサンブル、クォタニティなどと演奏を共にしている。ロウサーはエルトン・ジョンの1978年のアルバム『シングル・マン』の「Return to Paradise」でトランペット・ソロを演奏した。
1980年になるとバズコックスと、1983年から1991年までトーク・トーク、1983年からピーター・キングと、1984年にギル・エヴァンスと仕事をした。1985年のチャンネル4のドキュメンタリー『Hoarded Dreams』における作曲家グラハム・コリアーのプロフィールでフィーチャーされた。1986年には、ハンフリー・リトルトンと協力して、バディ・ボールデンに関するドキュメンタリー映画のため、ジョン・ロビショー管弦楽団の再建に取り組んだ。1986年から1987年にかけて、チャーリー・ワッツのバンドで演奏し、その後の1987年に自身のバンド、スティル・ウォーターズを率いた。1980年代後半からは、ベルリン・コンテンポラリー・ジャズ・オーケストラ（1989年-1993年）、ロンドン・コンテンポラリー・ジャズ・オーケストラ、ジャズ・コンポーザーズ・オーケストラ（1989年-1996年）、ケニー・ホイーラー・グループ（1990年）、デディケーション・オーケストラ（1994年）、ロンドン・ジャズ・オーケストラ（1994年）、ジョージ・ラッセルのリヴィング・タイム・オーケストラ、クリエイティヴ・ジャズ・オーケストラ（1996年）、ジャズモスなどのビッグバンドで数多くの仕事をした。

## ディスコグラフィ

### リーダー・アルバム
- 『チャイルド・ソング』 - Child Song (1970年、Deram) ※ヘンリー・ロウサー・バンド名義
- I.D. (1996年、Village Life) ※Henry Lowther's Still Waters名義
- Fungii Mama (2002年、GWB) ※Henry Lowther - Jim Mullen Quartet名義
- Can't Believe, Won't Believe (2018年、Village Life) ※Henry Lowther's Still Waters名義
- Never Never Land (2022年、Jazz In Britain) ※Henry Lowther's Quarternity名義

### 参加アルバム
ニール・アードレイ
- 『ア・シンフォニー・オブ・アマランス』 - A Symphony of Amaranths (1971年)
- Mike Taylor Remembered (2007年)
- 『カムデン'70』 - Camden '70 (2008年) ※Neil Ardley's New Jazz Orchestra名義
- On The Radio : BBC Sessions 1971 (2017年)  ※Neil Ardley & The New Jazz Orchestra名義

ジャック・ブルース
- 『ソングス・フォー・ア・テイラー』 - Songs for a Tailor (1969年)
- At His Best (1972年)
- 『シティーズ・オブ・ザ・ハート〜ライヴ1993』 - Cities of the Heart (1994年)
- 『ライヴ・イン・ジャーマニー 1993』 - Rockpalast: the 50th Birthday Concerts (2014年) ※DVD&CD with ジンジャー・ベイカー、ゲイリー・ムーア

グラハム・コリアー
- New Conditions (1976年)
- Symphony of Scorpions (1977年)
- The Day of the Dead (1978年)
- Charles River Fragments (1996年)
- Workpoints (2005年) ※1968年&1975年録音
- Hoarded Dreams (2007年) ※1983年録音

ジョン・ダンクワース
- The $1,000,000 Collection (1967年)
- Full Circle (1972年)
- Lifeline (1973年)

デヴィッド・エセックス
- Hot Love (1980年)
- Silver Dream Racer (1980年)
- Stage Struck (1982年)
- The Whisper (1983年)
- This One's for You (1984年)

マイケル・ギブス
- 『マイケル・ギブスの壮挙』 - Michael Gibbs (1970年)
- 『タングルウッド 63』 - Tanglewood 63 (1971年)
- Just Ahead (1972年)
- 『ジ・オンリー・クローム・ウォーターフォール・オーケストラ』 - Directs the Only Chrome-Waterfall Orchestra (1975年)
- 『フェスティヴァル69』 - Festival 69 (2018年)

バリー・ガイ・アンド・ザ・ロンドン・ジャズ・コンポーザーズ・オーケストラ
- Zurich Concerts (1988年)
- Harmos (1989年)
- Double Trouble (1990年)
- Theoria (1992年)
- Portraits (1994年)
- Three Pieces for Orchestra (1997年)
- Double Trouble Two (1998年)
- Study II/Stringer (2005年)
- Radio Rondo/Schaffhausen Concert (2009年)

キーフ・ハートリー
- 『ハーフブリッド』 - Halfbreed (1969年)
- 『戦闘』 - The Battle of North West Six (1969年)
- 『ザ・タイム・イズ・ニアー』 - The Time Is Near (1970年)
- British Radio Sessions 1969–1971 (2013年)

ジョン・メイオール
- 『ベア・ワイヤーズ』 - Bare Wires (1968年)
- 『プライマル・ソロズ』 - Primal Solos (1977年)
- Rare Tracks Vol. 2 (1981年)
- London Blues 1964–1969 (1992年)
- 『70TH BIRTHDAY CONCERT』 - 70th Birthday Concert (2003年)

トーク・トーク
- 『イッツ・マイ・ライフ』 - It's My Life (1984年)
- 『スピリット・オブ・エデン』 - Spirit of Eden (1988年)
- 『ラフィング・ストック』 - Laughing Stock (1991年)

コリン・タウンズ
- Mask Orchestra (1993年)
- Nowhere & Heaven (1996年)
- Bolt From the Blue (1997年)
- Dreaming Man with Blue Suede Shoes (1999年)
- Another Think Coming (2001年)
- The Orpheus Suite (2004年)

スタン・トレイシー
- Genesis (1987年)
- We Still Love You Madly (1989年)
- Live at the QEH (1994年)
- The Durham Connection (1999年)

マイク・ウェストブルック
- 『マーチング・ソング Vol.1』 - Marching Song Vol. 1 (1969年)
- 『マーチング・ソング Vol.2』 - Marching Song Vol. 2 (1969年)
- Marching Song: An Anti-War Jazz Symphony (1970年)
- 『メトロポリス』 - Metropolis (1971年)
- 『シタデル/ルーム315』 - Citadel/Room 315 (1975年)
- Love/Dream and Variations (1976年)
- The Westbrook Blake (Bright As Fire) (1980年)

ケニー・ホイーラー
- Windmill Tilter (1968年)
- 『ミュージック・フォー・ラージ＆スモール・アンサンブル』 - Music for Large and Small Ensemble (1990年)
- 『ア・ロング・タイム・アゴー』 - A Long Time Ago (1998年)
- The Long Waiting (2012年)